# مركز شراء
مركز الشراء (والمعروف أيضًا باسم وحدة صناعة القرار أو (DMU) عبارة عن مجموعة من الموظفين، أو أعضاء الأسرة، أو أعضاء أي نوع من أنواع المؤسسات المسؤولة عن الوصول إلى القرارات المصيرية، عادة ما تشتمل على الشراء. في إطار الأعمال التجارية، عادة ما تطلب المشتريات الكبيرة الإدخال من إدارات مختلفة للمؤسسة، بما في ذلك إدارة التمويل والحسابات والمشتريات وإدارة تكنولوجيا المعلومات والإدارة العليا. وتتطلب أيضًا المشتريات عالية التقنية، مثل نظم المعلومات أو معدات الإنتاج، خبرة الأخصائيين الفنيين. في بعض الحالات، يكون مركز الشراء عبارة عن مجموعة مخصصة غير رسمية، ولكن في حالات أخرى، تكون مجموعة مصدقة رسميًا بولايات ومعايير وإجراءات محددة.
طُور مفهوم مركز الشراء في عام 1967 بواسطة روبنسون وفاريس وويند (1967).